# Sphenorhina nigrotaenia
Sphenorhina nigrotaenia är en insektsart som beskrevs av Victor Lallemand 1924. Sphenorhina nigrotaenia ingår i släktet Sphenorhina och familjen spottstritar. Inga underarter finns listade i Catalogue of Life.